# روبرت آدم
روبرت آدم (بالإنجليزية: Robert Adam)، الحاصل على زمالة في الجمعية الملكية في إدنبرة، والجمعية الملكية، وجمعية الآثار في اسكتلندا، وجمعية الآثار في لندن، والجمعية الملكية للفنون (3 يوليو 1728 – 3 مارس 1792)، كان معماريًا اسكتلنديًا يتبع النمط الكلاسيكي الحديث، ومصمم ديكور داخلي، ومصمم أثاث. كان ابن وليام آدم (1748-1689)، المهندس المعماري الإسكتلندي الأول في ذلك الوقت، وتدرب على يده. بعد وفاة وليام، وبالتعاون مع شقيقه الأكبر جون، تولى روبرت أعمال العائلة، التي ضمت العمل المربح لمجلس الذخائر.
في عام 1754، غادر إلى روما، وقضى نحو خمس سنوات في القارة يدرس الهندسة المعمارية على يدَي تشارلز لوي كليسو وجيوفاني باتيستا بيرانيسي. عند عودته إلى بريطانيا، أسس عملًا له في لندن، وانضم إليه شقيقه الأصغر جيمس. هنا طوّر «أسلوب آدم»، ونظريته عن «الحركة» في الهندسة المعمارية، وذلك بناءً على دراساته عن آثار العصور القديمة، وأصبح أحد أكثر المهندسين المعماريين نجاحًا وعصرية في البلاد. شغل آدم منصب المهندس المعماري لأعمال الملك منذ عام 1761 وحتى عام 1769.
كان روبرت آدم قائد المرحلة الأولى من الإحياء الكلاسيكي في إنجلترا واسكتلندا منذ عام 1760 تقريبًا وحتى وفاته. أثر في تطور العمارة الغربية في كل من أوروبا وأمريكا الشمالية. صمم آدم الديكورات الداخلية والتجهيزات وأيضًا المنازل. يتألف جزء كبير من أعماله من إعادة تشكيل المنازل الموجودة، بالإضافة إلى إسهاماته في منظر مدينة إدنبرة، وتصميم منازل ريفية ذات طابع رومانسي شبيه بالقرون الوسطى في اسكتلندا.
شغل منصب عضو البرلمان ممثًلًا دائرة كينروس شاير منذ عام 1768 وحتى عام 1774.

## سيرة حياته

### نشأته
وُلد آدم في 3 يوليو عام 1728 في غلادني هاوس في كيركالدي، فايف، وهو الابن الثاني لماري روبرتسون (1761-1699)، ابنة ويليام روبرتسون من غلادني، ووالده هو المهندس المعماري وليام آدم. عندما كان طفلًا، لوحظ أنه يملك «بنية ضعيفة». منذ عام 1734 حين كان في سن السادسة، التحق آدم بالمدرسة الثانوية الملكية في إدنبرة حيث تعلم اللغة اللاتينية (كانت الدروس تُعطى باللاتينية منذ السنة الثانية) حتى أصبح عمره 15 عامًا، وتعلم قراءة أعمال فيرجيل، وهوراس، وسالوست، وأجزاء من شيشرون، وفي سنته الأخيرة، قرأ كتابات ليفيوس. في خريف عام 1743، التحق بجامعة إدنبرة، وكانت الفصول الإلزامية لجميع الطلاب تضم: اللغة اليونانية، والمنطق، والميتافيزيقيا، والفلسفة الطبيعية. كان بإمكان الطلاب اختيار ثلاث مواد اختيارية، فحضر آدم فصولًا في الرياضيات، التي درّسها كولن ماكلورين، وعلم التشريح، الذي درّسه ألكساندر مونرو بريموس. انقطعت دراساته بوصول الأمير تشارلز بوني ورجاله من سكان المرتفعات، الذين احتلوا إدنبرة خلال صعود اليعاقبة عام 1745. في نهاية العام، أُصيب روبرت بمرض شديد لعدة أشهر، وبدت عودته إلى الجامعة غير مرجحة، بعد أن أكمل عامين فقط من الدراسة.
بعد شفائه من المرض في عام 1746، انضم إلى شقيقه الأكبر جون متدربًا مع أبيه. ساعد روبرت وليام آدم في مشاريع مثل بناء قلعة إنفيراراي والتوسيعات المستمرة لمنزل هوبيتون. أدى منصب وليام سيدًا ماسونيًا في مجلس الذخائر إلى توليد الكثير من الأعمال، مع بداية تحصين المرتفعات في أعقاب الثورة اليعقوبية الفاشلة. كان طموح روبرت الأول أن يصبح فنانًا لا مهندسًا معماريًا، وينعكس أسلوب رسوماته الأولى التي كانت على طريقة سلفادور روزا في ما تبقى من رسوماته المعمارية الأولى، والتي تظهر حماقات (أحد أنواع الأبنية) قوطية خلابة. توفي وليام آدم في يونيو عام 1748، وترك عقار داوهيل، وهو جزء من أملاك بلير آدم الذي كان يضم منزلًا برجيًا، إلى روبرت.

## روابط خارجية
- روبرت آدم على موقع الموسوعة البريطانية (الإنجليزية)
- روبرت آدم على موقع إن إن دي بي (الإنجليزية)